# Hans Friedrich Blunck
Hans Friedrich Blunck, född 3 september 1888 och död 24 april 1961, var en tysk författare. På svenska finns romanen Den långa färden.

## Verksamhet
Blunck har skrivit diktsamlingar som Sturm im Land. Gedichte der Krigszeit (1916), noveller som Feuer im Nebel (1913), samt romaner som Totentanz (1916) och Hein Hoyer (1922), ofta från sjöfartslivet och hansatiden. Några av hans dikter och dramer är författade på plattyska.
I augusti 1934 publicerades ett upprop formulerat av Joseph Goebbels i NSDAP:s partiorgan Völkischer Beobachter. I korthet handlade detta om att offentligt visa Führern sin trohet. Det var undertecknat av namnkunniga författare, bildkonstnärer, konsthistoriker, arkitekter, skådespelare, musiker och tonsättare. Bland dem fanns Hans Friedrich Blunck.
Mot slutet av andra världskriget återfanns Hans Friedrich Blunck på propagandaministeriets lista över "gudabenådade" kulturskapare, den så kallade Gottbegnadeten-Liste, vilket skänkte honom ett extra skydd av staten och befriade honom från allt deltagande i militär verksamhet.

## Verk på svenska
- En tysk skald skriver till en skandinavisk vän, 4 onumrerade sidor (Stockholm, 1939)
- Den långa färden : en roman om sjöfarare, upptäckare, bönder och gudsmän, översättning av Harriet Öfwerberg (Malmö: Dagens böcker, 1942)